# Gabela (ort i Angola)
Gabela är en ort i Angola.   Den ligger i provinsen Cuanza Sul, i den västra delen av landet, 260 kilometer sydost om huvudstaden Luanda. Gabela ligger 1 045 meter över havet och antalet invånare är 69 000.
Terrängen runt Gabela är kuperad åt sydväst, men åt nordost är den platt. Terrängen runt Gabela sluttar västerut. Det finns inga andra samhällen i närheten.
I omgivningarna runt Gabela växer huvudsakligen savannskog. Runt Gabela är det glesbefolkat, med 17 invånare per kvadratkilometer.